# Solanum chiapasense
Solanum chiapasense är en potatisväxtart som beskrevs av K.E.Roe. Solanum chiapasense ingår i släktet skattor som ingår i familjen potatisväxter. Inga underarter finns listade i Catalogue of Life.